# (317) Roxane
(317) Roxane ist ein Asteroid des inneren Hauptgürtels, der am 11. September 1891 vom französischen Astronomen Auguste Charlois am Observatoire de Nice entdeckt wurde. Sie hat einen Mond mit dem Namen Olympias.
Benannt wurde der Himmelskörper nach Roxane, der ersten Frau Alexanders des Großen, König des antiken Makedonien. Der Name wurde vom Assistenten Friedrich Bidschof der Universitätssternwarte Wien auf Ersuchen des Entdeckers Charlois vorgeschlagen. Bidschof entschied sich ursprünglich für die Schreibweise Roxana. Der Name wurde 1893 endgültig vergeben.

## Physikalische Eigenschaften

### Größe
Die bisherigen Beobachtungen weisen auf einen unregelmäßig geformten Körper hin; die genaueste Durchmesserbestimmung (Geometrisches Mittel) liegt bei 18,65 km. Die genauen Dimensionen sind gegenwärtig noch unklar.
Ausgehend von einem mittleren Durchmesser von 18,65 km ergibt sich eine Oberfläche von etwa 1.239 km2, was in etwa zwischen den Flächen der Schweizer Kantone Uri und Aargau liegt.
Bestimmungen des Durchmessers für Roxane
| Jahr | Abmessungen km | Quelle                |
| ---- | -------------- | --------------------- |
| 2001 | 18,67 ± 1,4    | Tedesco (IRAS) et al. |
| 2011 | 19,86 ± 0,12   | Masiero et al.        |
| 2014 | 18,648 ± 0,162 | Masiero et al.        |

(Die präziseste/aktuellste Bestimmung ist fett markiert.)

### Innerer Aufbau
Roxane gehört zu den E-Typ-Asteroiden (nach anderer Einordnung: Xe) und besitzt daher eine sehr helle Oberfläche mit einer Albedo von 0,926. Die Dichte beträgt geschätzte 1,6 g/cm3, was ein Hinweis darauf sein könnte, dass es sich nicht um einen kompakten Körper handelt, sondern eher um ein Rubble Pile, eine Ansammlung von Staub und Gesteinen, die von Hohlräumen durchsetzt ist.
2008 identifizierte ein Team von Astronomen Roxane als die naheliegendste spektroskopische Übereinstimmung für den Peña Blanca Spring–Meteoriten, der am 2. August 1946 in einem Swimming Pool in der Nähe von Marathon, Texas landete. Es besteht demnach die Möglichkeit, dass Roxane der Ursprungskörper des Meteoriten ist.
Die mittlere Oberflächentemperatur beträgt 157 K (−116 °C).

## Mond
Am 24. November 2009 entdeckte ein Astronomenteam des Mauna-Kea-Observatoriums mit Hilfe des Gemini-North-Teleskops einen Mond Roxanes, der den Namen Olympias erhielt. Der Mond hat einen Durchmesser von 5,3 Kilometern und umläuft Roxane in 14 Tagen innerhalb von Roxanes Hill-Radius (3.200 km) in einem Abstand von 257 km.
Das Roxane-System in der Übersicht:
| Komponenten         | Physikalische Parameter | Physikalische Parameter | Physikalische Parameter | Bahnparameter        | Bahnparameter  | Bahnparameter | Bahnparameter            | Entdeckung         |
| Name                | Durchmesser (km)        | Relativgröße (%)        | Masse (kg)              | Große Halbachse (km) | Umlaufzeit (d) | Exzentrizität | Inklination zur Ekliptik | Datum Entdeckung   |
| ------------------- | ----------------------- | ----------------------- | ----------------------- | -------------------- | -------------- | ------------- | ------------------------ | ------------------ |
| (317) Roxane        | 18,6                    | 100,00                  | ?                       | —                    | —              | —             | —                        | 11. September 1891 |
| Olympias (Roxane I) | 5,3                     | 28,4                    | ?                       | 257                  | 14,0           | ?             | ?                        | 24. November 2009  |

## Trivia
Der Name des Asteroiden wurde 1945 verwendet für die Taufe des US-amerikanischen Angriffsfrachtschiffs (Attack Cargo Ship) der Artemis-Klasse USS Roxane (AKA-37).